# Тезикова, Татьяна Алексеевна
Татья́на Алекса́ндровна Тезикова (Лавре́нтьева) (род. 25 ноября 1975, Салават, Башкирская АССР) — российская тяжелоатлетка.
Член сборной команды России (1994—2000). Мастер спорта России международного класса (1995). Заслуженный мастер спорта России (1999) по тяжёлой атлетике. Выдающийся спортсмен Республики Башкортостан[что?] (1995).

## Биография
Татья́на Алекса́ндровна Тезикова родилась в городе Салавате 25 ноября 1975 года. Окончила Уральскую академию физической культуры (1999). Воспитанница Стерлитамакского техникума физической культуры (тренер Д. Х. Исмагилов) и спортивного клуба «Каучук» (город Стерлитамак; тренер П. И. Никитин).
В 1993—2000 годах выступала за учебно-тренировочный центр № 464 и школу высшего спортивного мастерства.
Рекордсменка России среди женщин в весовой категории до 59 кг в рывке и толчке, до 63 кг в двоеборье (все — 1996).

## Достижения
- Чемпионка России (1995—96), обладательница Кубков России (1994—1996).
- Серебряный (1995) и бронзовый (1996—1997) призёр чемпионатов Европы, серебро. (1993, 1999, 2002) и бронза (1997, 2003).
- Призёр чемпионатов России, серебряный (1997) и бронзовый (1992, 1998).
- Призёр Кубков России.